# Janar Duğalova
Janar Duğalova (Kazachs: Жанар Дұғалова; Qızılorda, 17 januari 1987) is een Kazachse zangeres.

## Biografie
Duğalova begon al op jonge leeftijd met zingen. Op de leeftijd van zes jaar behaalde ze al de eerste plaats in een zangwedstrijd. In 2004 studeerde Duğalova af aan de afdeling theater aan het Gnessin Staatsacademie voor Muziek.
In 2013 nam Duğalova deel aan de Kazachse preselectie van het Türkvizyonsongfestival. Ze nam deel als groepslid van KesjYOU. Met het lied Rizamyn eindigde de groep vierde in de nationale finale.
In 2014 nam Duğalova opnieuw deel aan de Kazachse voorronde voor het Türkvizyonsongfestival. Ditmaal nam ze wel als soloartiest deel. Uiteindelijk won ze de nationale finale en vertegenwoordigde ze haar vaderland op het tweede Türkvizyonsongfestival met het liedje: Izin korem. In de halve finale eindigde ze als derde, waardoor zij doorstootte naar de finale die zij vervolgens ook winnend afsloot met 225 punten, een record tot dan toe. Zij is daardoor de eerste winnaar van Kazachstan op het festival.
Als gevolg van haar winst op het Türkvizyonsongfestival kreeg Duğalova de titel Geëerd Arbeider van Kazachstan in 2015. Later dat jaar werd ze lid van de partij Noer Otan, de partij van de zittende president Noersoeltan Nazarbajev. Ze deed in de lente van 2016 aan de Kazachse Lagerhuisverkiezingen en werd verkozen, maar ging niet het parlement in.
2013: Rin'go · 
2014: Janar Duğalova · 
2015: Orda · 
2020: Almaz Kopzhasar
2013: Farid Hasanov · 
2014: Janar Duğalova ·
2015: Jiidesh İdirisova ·
2020: Natalia Papazoglu